# Gibraltar
Gibraltar (pronunțat în engleză [d͡ʒɪˈbɹɔːltə(ɹ)], în spaniolă [xiβɾalˈtaɾ]) este un teritoriu britanic de peste mări în sudul peninsulei iberice. Este singurul teritoriu britanic de peste mări situat în Europa.

## Poziție

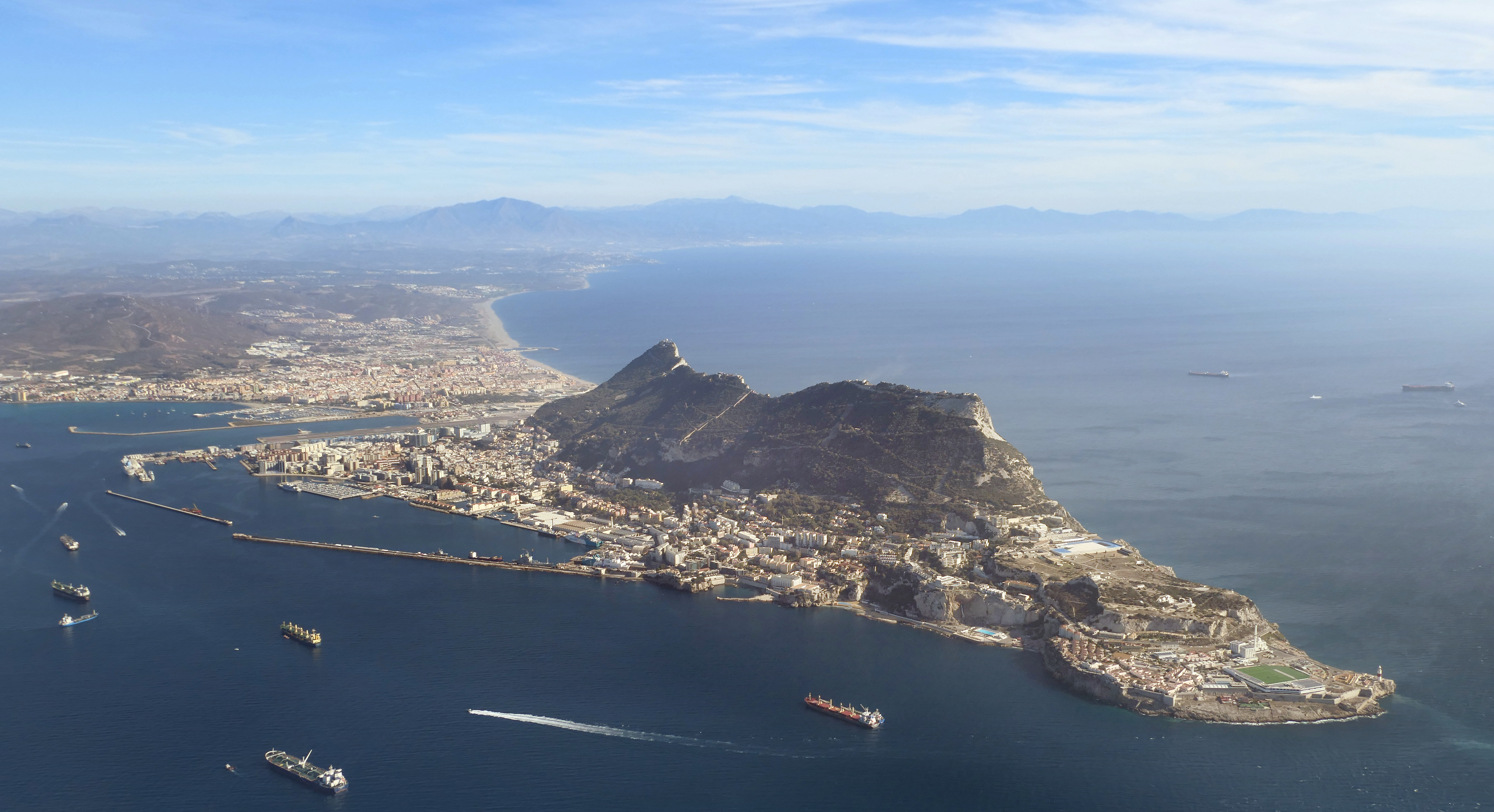
Gibraltar văzut de sus

Gibraltarul se află în Europa de sud-vest, la sud de Spania, mărginind strâmtoarea Gibraltar, care leagă Mediterana cu Oceanul Atlantic. Pe o parte din teritoriul Gibraltarului se ridică Stânca Gibraltar, cu înălțimea de 426 m.
Gibraltar este singurul teritoriu britanic situat în partea continentală a Europei. Acesta însă nu este un stat, ci doar un teritoriu dependent de Marea Britanie.

## Istorie

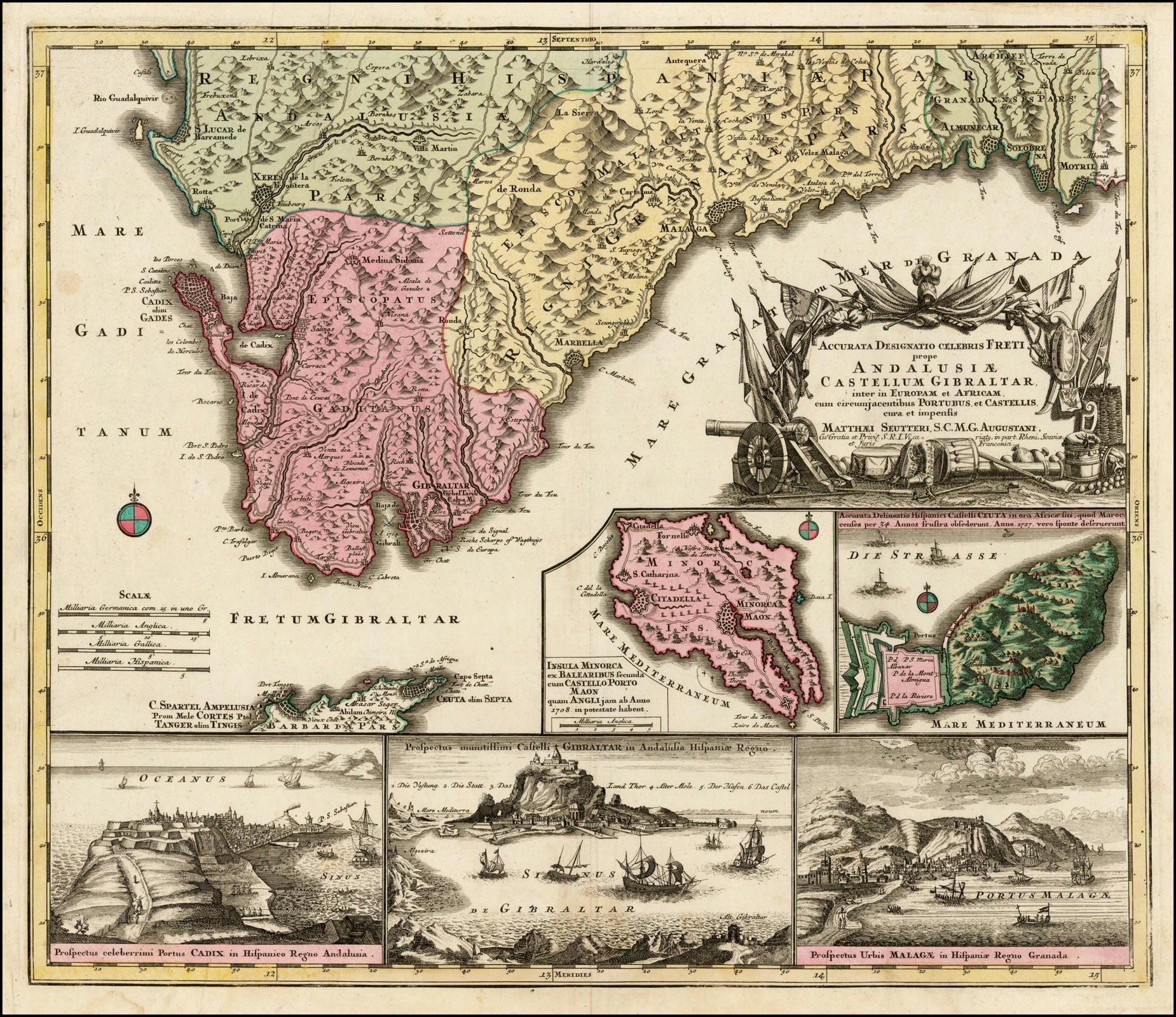
Hartă a Andaluziei și a Gibraltarului din 1730

Înainte de cucerirea arabă a stâncii Gibraltar, aceasta era denumită Muntele Calpe. În arabă Gibraltar a fost denumit Djebel al-Tarik, „muntele Tarik”.
La începutul secolului al VII-lea șeful berber Tariq ibn-Ziyad a stabilit aici un cap de pod spre Europa, căruia i-a dat numele său.
După aproape un secol de bătălii teritoriul a fost recucerit de spanioli în timpul lui Ferdinand al IV-lea în 1462. Apoi, la 25 august 1704, a fost cucerit de forțele britanice conduse de amiralul George Rooke, fapt recunoscut de Spania prin tratatul de la Utrecht din 1713 .
Gibraltarul este în prezent revendicat de Spania, ceea ce constituie o cauză majoră a disensiunilor diplomatice hispano-britanice. Pe 10 septembrie 1967 și pe 7 noiembrie 2002 în Gibraltar au avut loc referendumuri prin care populația teritoriului a respins anexarea la Spania. Ziua de 10 septembrie a devenit sărbătoare națională.
Gibraltarul este și scaun episcopal anglican, iar dieceza de Gibraltar cuprinde parohiile din diaspora engleză continentală. Episcopul actual e Geoffrey Rowell.

## Geografia
Teritoriul Gibraltar acoperă 6,8 km pătrați (2,6 sq mi) și are o frontieră terestră de 1,2 kilometri (0,75 km), cu Spania. Orașul La Línea de la Concepción, o municipalitate din provincia Cadiz, se află pe partea spaniolă a frontierei.
In Gibraltar trăiește macacul, singura specie de maimuță din Europa.

## Personalități
- Albert Hammond (n. 1944), cântăreț, textier;
- John Galliano (n. 1960), designer vestimentar;
- Ava Addams (n. 1979), actriță porno;
- Kaiane Aldorino (n. 1986), fotomodel, Miss World în 2009.

## Orașe înfrățite
| Oraș                 | Stat/Reiune     | Țară         |
| -------------------- | --------------- | ------------ |
| Ballymena            | Irlanda de Nord | Regatul Unit |
| Funchal              | Madeira         | Portugal     |
| Singapore            | Singapore       | Singapore    |
| Gibraltar, Venezuela | Zulia           | Venezuela    |